# Ceumeucet (Kuta Makmur)
Ceumeucet is een bestuurslaag in het regentschap Aceh Utara van de provincie Atjeh, Indonesië. Ceumeucet telt 575 inwoners (volkstelling 2010).